# Devorador de hombres
Devorador de hombres es un término coloquial para un animal que come seres humanos. Aunque los seres humanos pueden ser atacados por muchos tipos de animales, los devoradores de hombres son los que han incorporado la carne humana en su dieta usual. La mayoría de casos informados se refieren a lobos, tigres, leopardos, leones, cocodrilos y tiburones.
Sin embargo, no son en modo alguno los únicos depredadores que atacarían a los humanos si tuvieran la oportunidad: se sabe que una variedad amplia de especies también puede considerar a los humanos como presas, incluyendo el oso pardo, el oso negro, el oso polar, el oso labiado, el coyote, las grandes serpientes constrictoras (especialmente la pitón reticulada y la anaconda verde), el dragón de Komodo, las hienas manchada y rayada, el dingo, la foca leopardo, el puma y algunas especies de osteíctios.
También algunos seres humanos (como algunas tribus de África, Polinesia y el Caribe) practican la antropofagia, en este caso ya se habla de canibalismo.

## Causas
La preponderancia de devoradores de hombres es rara y usualmente ocurre en circunstancias especiales. Los seres humanos son propensos al ataque por animales que quieren defenderse a sí mismos, a sus crías o a su territorio, pero no son usualmente presas. Un animal puede convertirse en devorador de hombres si su presa o hábitat natural no está disponible o accesible, y puede acosar a los humanos si descubre que estos son presas que puede matar y comer. Los depredadores que sufren heridas o incapacidades que hacen a sus presas naturales más difíciles de perseguir quizás cazarán seres humanos para evitar la inanición y sobrevivir. La pérdida de dientes o garras, una herida de bala o cualquier herida que pueda impedir la capacidad del animal de correr, morder o masticar su comida o inducir gran dolor ha sido observado en la mayoría de casos de devoradores de hombres. Sin embargo, algunos estudios han demostrado que los animales perfectamente sanos pueden convertirse en devoradores de hombres si ven una oportunidad, en ausencia de su dieta natural, para consumir la carne humana. Los animales con tendencias a escarbar, como leopardos, han sido observados aprendiendo a alimentarse de las reses domesticadas del hombre. Las crías de animales que devoran hombres no necesariamente se convierten en devoradores de hombres en sí mismos; mientras las crías comerán lo que provee el padre, la madurez y existencia independiente normalmente impulsarán al animal a volver a su dieta y condiciones naturales. 
No obstante, esencialmente se debe notar que todos los predadores grandes son devoradores de hombres potenciales, y la gente ha de ser consciente de que para un carnívoro, el hombre a menudo no es más que otra presa. La frecuencia de ataques a los seres humanos para comer puede depender de la disponibilidad de comida natural (especialmente si el animal está proveyendo para sus crías) o la naturaleza de la herida que obligó al animal a convertirse en devorador de hombres.

## Felinos

#### Tigres
Se informa que los tigres han matado más personas que cualquier otro felino grande. A diferencia de los leopardos y leones, los tigres que devoran hombres son capaces de entrar en las casas para conseguir su presa y también pueden nadar decenas de metros para atacar una barca. La mayoría de las víctimas supuestamente son atacadas dentro del territorio del tigre. Además, la mayoría de las veces los ataques por tigres ocurren durante el día, a diferencia de los ataques realizados por leopardos y leones que son depredadores nocturnos . Aproximadamente 600 tigres de Bengala reales viven en los Sundarbans. Son conocidos por el gran número de personas que matan; los cálculos estiman de 100 a 250 personas cada año. Son los únicos tigres existentes que devoran hombres, aunque no son los únicos tigres que viven en la cercanía de los humanos. Es el único animal que incluye al ser humano dentro de su dieta de forma natural, sin que sus ataques se vean motivados por inanición, incapacidad para cazar u otras circunstancias. Se puede decir que, de los felinos, es el único al que le gusta la carne humana.

#### Leones
Se dice que los leones que devoran hombres son más audaces y agresivos que los tigres, dado que muchos han entrado en los pueblos durante la noche para adquirir presas. Esta asertividad usualmente hace que los leones que devoran hombres sean más fáciles de eliminar que los tigres. Los leones típicamente se convierten en devoradores de hombres por la misma razón que los tigres: la inanición, la vejez y la enfermedad (o si se los molesta), aunque igual que con los tigres, algunos devoradores de hombres, incluyendo los leones de Tsavo, estaban perfectamente sanos. La inclinación de los leones por devorar hombres ha sido examinada sistemáticamente. Científicos estadounidenses y tanzanos informan que el comportamiento de devorar hombres en áreas rurales de Tanzania aumentó mucho entre 1990 y 2005. Al menos 563 habitantes fueron atacados y muchos fueron comidos durante este período, un número que excede mucho los incidentes de "Tsavo" famosos de hace un siglo. Los incidentes tuvieron lugar cerca de la Reserva de caza Selous, en Rufiji, y en la región de Lindi, cerca de la frontera con Mozambique. Mientras la expansión de habitantes al monte es una inquietud, se puede reivindicar que la política de conservación debe mitigar el peligro porque, en este caso, la conservación contribuye directamente a las muertes humanas. Se han documentado casos en Lindi, donde los leones capturan humanos del interior de pueblos bastante grandes.

#### Leopardos
Jim Corbett afirmó que, a diferencia de los tigres que usualmente se convierten en devoradores de hombres debido a enfermedad, los leopardos se convierten más comúnmente después de escarbar en restos humanos. En Asia, los leopardos que devoran hombres usualmente atacan durante la noche, y se dice que han roto puertas y tejados de paja para conseguir presa humana. Se informan menos de los ataques en África, aunque ha habido ocasiones en que los ataques ocurrieron durante el día.

#### Jaguares
Los ataques de jaguares en humanos son raros hoy en día. En el pasado, eran más frecuentes, al menos después de la llegada de los conquistadores a las Américas.Sin embargo, ocasionalmente siguen ocurriendo; por ejemplo, en abril de 2025, un hombre fue atacado y muerto por un jaguar mientras recolectaba miel en una zona rural del Pantanal brasileño, cerca de Aquidauana, en el estado de Mato Grosso do Sul.

#### Pumas
Debido a la expansión de la población humana, las áreas de pumas se superponen cada vez más con las áreas habitadas por humanos. Los ataques a los humanos son muy raros, ya que el reconocimiento de presas de puma es un comportamiento aprendido y generalmente no reconocen a los humanos como presas. Los ataques a personas, ganado y mascotas pueden ocurrir cuando un puma habita cerca de poblaciones humanas o se encuentra en una condición de inanición severa. Los ataques son más frecuentes durante el final de la primavera y el verano, cuando los pumas juveniles dejan a sus madres y buscan nuevos territorios. A diferencia de otros grandes devoradores de hombres, los pumas no matan a los humanos como resultado de la vejez o la preferencia de comida, sino en defensa de su territorio. Tal comportamiento ha sido documentado en cazas por humanos, donde los pumas son expulsados por perros, los cuales o bien superan o acorralan a cierta distancia. Luego, el puma da vueltas y ataca al cazador en emboscada. Los pumas que viven cerca del hábitat humano verán a los humanos como animales que pasan y atacarán a mujeres y niños en ocasiones.

## Cánidos

#### Lobos
Comparados con otros mamíferos carnívoros conocidos por atacar a los humanos para comer, la frecuencia con la que los lobos han matado gente es bastante baja, indicando que, aunque son peligrosos potencialmente, los lobos son entre los menos amenazantes en cuanto a su tamaño y potencial como predador. En las raras ocasiones en que se dan, la mayoría de víctimas son niños. Esto es corroborado por historias que demuestran que los lobos en áreas de conservación son más propensos a mostrarse audaces con los humanos que en áreas donde son cazados activamente.

#### Dingos
Los ataques a humanos por parte de los dingos son raros, con solo dos muertes registradas en Australia. Los dingos normalmente son tímidos de los humanos y evitan los encuentros con ellos. El registro más famoso de un ataque de dingo fue la desaparición de Azaria Chamberlain de nueve semanas de edad. Sus padres informaron que ambos vieron a un dingo sacando a Azaria de su tienda de campaña cuando ella y su familia estaban en un viaje de campamento a Uluru En 2019 en Australia, un padre salvó a su bebé de 14 meses de un dingo que lo había arrastrado.

#### Perros
Aunque los perros tienen la mayoría de las características de los animales que se sabe que son devoradores de hombres (potencia, velocidad, fuerza, agilidad, astucia, agudos sentidos, voracidad, garras y dientes afilados y gran fuerza de mordida) los perros son los menos probables de todos los animales capaces de matar humanos como presa para hacerlo. Cualquier persona que represente una amenaza para los seres queridos de un perro está en peligro mortal si se enfrenta a un perro o a una combinación de perros de tamaño similar al de un humano, incluso si no existe una intención predatoria del perro.
Sin embargo, han ocurrido actos de depredación de perros sobre humanos, y muchos de estos incidentes fueron el resultado de una conducta indebida humana. Durante la Segunda Guerra Mundial, los guardias nazis, como Irma Grese y Kurt Franz, habían azuzado perros contra prisioneros vivos en los campos de concentración nazis y los perros mataron a las víctimas, devorando parcialmente los cadáveres.

## Ursidos

#### Osos
Los osos polares, que no están acostumbrados a la presencia de los humanos y, por lo tanto, no tienen miedo arraigado a ellos, cazan a las personas en busca de alimento, aunque con las precauciones adecuadas son fáciles de disuadir. Aunque los osos rara vez atacan a los humanos, los ataques de osos a menudo causan lesiones devastadoras debido al tamaño y la inmensa fuerza de los gigantescos carnívoros de la tierra y la costa. Al igual que con los perros, la intención depredadora no es necesaria; Las disputas territoriales y la protección de los cachorros pueden resultar en la muerte por ataque del oso. Los ataques de osos realmente devoradores de hombres no son comunes, pero se sabe que ocurren cuando los animales están enfermos o cuando la presa natural es escasa, lo que a menudo los lleva a atacar y comer cualquier cosa que puedan matar. En julio de 2008, docenas de osos pardos muertos de hambre mataron a dos geólogos que trabajaban en un criadero de salmones en Kamchatka. Después de que se descubrieron los restos parcialmente comidos de los dos trabajadores, las autoridades respondieron enviando a los cazadores para sacrificar o dispersar a los osos.
Los osos negros solitarios y depredadores son responsables de la mayoría de los ataques a humanos en los Estados Unidos y Canadá, según un estudio de 2011. A diferencia de los osos hembras, motivados para atacar a los humanos para proteger a los cachorros, los osos negros machos realmente se aprovechan de los humanos, viéndolos como potencial fuente de comida.
Aunque normalmente son animales tímidos y cautelosos, los osos tibetanos son más agresivos con los humanos que los osos pardos de Eurasia. En algunas áreas de India y Birmania, los osos bezudos son más temidos que los tigres, debido a su temperamento impredecible.

## Suidos

#### Cerdos
Aunque no son verdaderos carnívoros, los cerdos son depredadores competentes y pueden matar y comer seres humanos indefensos que no puedan escapar de ellos. La naturaleza omnívora y atroz del jabalí europeo lo hace según se conoce depredador en ocasiones de seres humanos aunque casi siempre como carroñero al encontrarse con cadáveres de muertos por causas naturales o accidentes. No obstante, cuando por motivos defensivos o territoriales (no atacan por motivos alimenticios al hombre, al que rehúyen) atacan a un humano y llegan a matarlo, igualmente lo devoran como oportunistas perfectos que son.

## Reptiles

#### Cocodrilos
Los ataques de cocodrilos en personas son comunes en lugares donde los cocodrilos son nativos. Los cocodrilos de agua salada y Cocodrilo del Nilo son responsables de más ataques y más muertes que cualquier otro depredador salvaje que ataca a los humanos por comida. Cada año, cientos de ataques mortales se atribuyen al cocodrilo del Nilo en el África subsahariana. Debido a que muchas poblaciones relativamente saludables de cocodrilos del Nilo habitan en África Oriental, su proximidad a las personas que viven en la pobreza y / o sin infraestructuras ha hecho que sea probable que el cocodrilo del Nilo sea responsable de más ataques a los humanos que todas las demás especies combinadas. En Australia, los cocodrilos también han sido responsables de varias muertes en el norte tropical del país. El cocodrilo de las marismas es otro devorador de hombres que mata a muchas personas en Asia cada año, aunque no al mismo nivel que los cocodrilos de agua salada y Nilo. Muchas otras especies de cocodrilos también son peligrosas para los humanos, pero la mayoría de las otras generalmente no intentarán cazarlos activamente.

#### Aligatores/Caimanes
A pesar de su capacidad que manifiesta para matar presas similares o más grandes que los humanos en tamaño y su población, está cerca a áreas de asentamientos humanos densos (el sureste de los Estados Unidos, especialmente Florida); los caimanes estadounidenses rara vez atacan a los humanos. Aun así, ha habido varios casos notables de caimanes que atacan de manera oportunista a humanos, especialmente a niños y ancianos. A diferencia de los cocodrilos de agua salada que son mucho más peligrosos. La mayoría de los caimanes evitan el contacto con los humanos si es posible, especialmente si han sido cazados.

#### Serpientes
Sólo muy pocas especies de serpientes son físicamente capaces de tragar a un humano adulto. Aunque se han hecho algunas afirmaciones sobre serpientes gigantes que se tragan humanos adultos, solo un número limitado ha sido confirmado. En 2017 en Indonesia, un adulto fue descubierto dentro de una pitón de 7 metros de largo, el 14 de junio de 2018, una mujer de 54 años llamada Wa Tiba fue devorada por una pitón reticulada que se había deslizado dentro del jardín en su casa. Las serpientes constrictoras grandes a veces constriñen y matan presas que son demasiado grandes para tragarlas. Además, se documentan varios casos de pitones birmanas cautivas de tamaño mediano (3 a 4 m) que restringieron y mataron humanos, incluidos varios hombres adultos sanos y no intoxicados, uno de los cuales era un 'estudiante' guardián del zoológico En el caso del cuidador del zoológico, la pitón intentaba tragar la cabeza del cuidador cuando intervinieron otros guardianes. Además, al menos una pitón birmana tan pequeño como de 2,7 m comprimió y mató a un hombre adulto intoxicado.
Una gran serpiente constrictora puede constreñir o tragar a un bebé o un niño pequeño, una amenaza que es legítima y está empíricamente probada. Se han registrado casos de ataques de pitón a niños como la anaconda verde, la pitón de Seba, la pitón de Birmania y posiblemente la pitón amatista australiana
En Filipinas, más de una cuarta parte de los hombres Aeta (un moderno grupo de cazadores-recolectores que habitan en el bosque) han informado sobre los intentos de depredación de pitones reticuladas. Tanto los Aeta como las pitones cazan ciervos, cerdos salvajes y monos, lo que los convierte en competidores y presas.
En Sudáfrica, en 2002, un niño de 10 años fue tragado entero por una pitón africana de seis m de largo.

#### Lagartos
Los dragones de Komodo adultos son las únicas especies de lagartos conocidas que ocasionalmente atacan y consumen humanos. Debido a que viven en islas remotas, los ataques son poco frecuentes y pueden no ser reportados. A pesar de su gran tamaño, los ataques a personas a menudo no tienen éxito y las víctimas logran escapar con heridas severas

## Aves
Algunas pruebas confirman la afirmación de que el águila de Azara ocasionalmente ve a los niños como presas, con un testimonio de un ataque (en el que la víctima, un niño de siete años, sobrevivió y el águila fue abatida), y el descubrimiento de parte de un cráneo humano infantil en un nido. Esto la convertiría en la única ave viva que se sabe que se aprovecha de los humanos, aunque otras aves como avestruces y casuarios han matado a humanos en defensa propia y un quebrantahuesos podría haber matado al dramaturgo Esquilo por accidente. Se informa que varias grandes rapaces, como las águilas reales, atacan a seres humanos, pero no está claro si tienen la intención de comerlas o si alguna vez han tenido éxito en matar a uno.
Algunas evidencias fósiles indican que grandes rapaces a veces se aprovecharon de los homínidos prehistóricos. Se cree que el Niño de Taung, un infante de australopithecus africanus encontrado en África, fue atrapado y muerto por un ave similar al águila coronada. La extinta águila de Haast pudo haber cazado humanos en Nueva Zelanda, y esta conclusión sería consistente con el folclore maorí. Leptoptilos robustus pudo haber cazado tanto a Homo floresiensis como a humanos anatómicamente modernos, el águila coronada malgache, los teratornis, el águila de Woodward y el Caracara major son similares en tamaño al águila de Haast, lo que implica que de igual manera podrían representar una amenaza para un ser humano.

## Peces

#### Tiburones
De las más de 568 especies de tiburones, solo cuatro han participado en un número significativo de ataques no provocados fatales en humanos: el gran tiburón blanco, el tiburón tigre, el tiburón toro y el tiburón oceánico. Estos tiburones, siendo grandes y poderosos depredadores, a veces pueden atacar y matar a los humanos; conviene señalar que todos ellos han sido buceadores desprotegidos filmando en aguas abiertas. 

#### Pirañas
En la cuenca del Amazonas se han producido ataques de pirañas que causaron muertes. En 2011, un joven borracho de 18 años fue atacado y muerto en Rosario del Yata, Bolivia. En 2012, una niña brasileña de cinco años fue atacada y muerta por un grupo de pirañas de vientre rojo. Algunos ríos brasileños tienen señales de advertencia sobre pirañas letales.

## Percepción de los devoradores de hombres
Los ataques sobre humanos para alimento han causado la demonización de los animales predadores en cuestión. El miedo causado por la posibilidad de un ataque ha fomentado la caza de tigres, leopardos y leones para deporte y la exterminación o la expulsión de animales predadores de territorios que están cerca de asentamientos humanos; el acoso y caza de tales animales ha sido sumado a la destrucción de sus hábitats naturales. El miedo de ataques a humanos ha inspirado el folklore, la superstición, las leyendas y las historias que caracterizan a los animales predadores como malos. El impacto de los ataques por tiburones en Jersey fue el recurso a los tiburones como símbolos del mal y enemigos en los dibujos animados y caricaturas de todo tipo, con resultados negativos.